# Neodeightonia subglobosa
Neodeightonia subglobosa är en svampart som beskrevs av C. Booth 1970. Neodeightonia subglobosa ingår i släktet Neodeightonia och familjen Botryosphaeriaceae.   Inga underarter finns listade i Catalogue of Life.